# Tusenbröder (fisk)
Tusenbröder kallas småvuxna bestånd av fiskar som uppkommer på grund av en onormalt stor populationstäthet. En årskull yngel växer då snabbt, genom sin diet av plankton, till en storlek på ungefär 7–10 cm. När de sedan övergår till att livnära sig på bottendjur, finns det mindre tillgång till den typen av föda. Därefter ökar inte individernas storlek, och beståndet minskar inte på grund av utgallring genom att rovfiskar äter upp större fiskar i beståndet.
Tusenbröder växer upp i insjöar, där bristen på rovfiskar (exempelvis efter överfiskning) medfört att fiskbestånden inte växer som normalt. Fiskarna blir ofta bara drygt 10 cm långa men uppträder i stället ofta i stora stim. Abborre och röding är exempel på fiskar som kan bilda bestånd av tusenbröder.